# Émile Mireaux
Émile Mireaux, né le 21 août 1885 à Mont-de-Marsan et mort à Paris le 27 décembre 1969, est un intellectuel, journaliste et homme politique français.

## Biographie
Son père est un officier d'origine pyrénéenne. Ayant perdu son père à l'âge de trois ans, Émile Mireaux étudie à Tarbes, puis au prytanée militaire de La Flèche.
En 1907, il entre à l'École normale supérieure. Il obtient l'agrégation d'histoire et de géographie en 1910, puis il est nommé professeur aux lycées d'Alençon puis d'Orléans. En 1913, il devient professeur à l'Institut français de Madrid.
En 1914, il est mobilisé comme officier d'infanterie. Après la guerre, il est nommé en 1920 agrégé préparateur à l'École normale supérieure. En 1922, il devient rédacteur, chef de section d'études de la Société d'Études et d'Informations économiques, et en 1924, il devient directeur général de cette société liée au Comité des forges. 
En 1928, Émile Mireaux entre au journal Le Temps, en tant que rédacteur en chef des pages économiques. En 1930, il est secrétaire général de la Société d'économie politique, dont il sera le président de 1938 à 1940. En 1932, il devient codirecteur du journal Le Temps avec Jacques Chastenet.
En 1935, Émile Mireaux, conseiller municipal de Bazordan, se présente aux élections sénatoriales dans les Hautes-Pyrénées sous les couleurs des Radicaux indépendants. Élu, il siège au Sénat à partir d'octobre 1935, au sein du groupe de l'Union démocratique et radicale.
Le 10 mai 1940, il est élu à l'Académie des sciences morales et politiques dont il est le secrétaire perpétuel à partir de 1956. Le 10 juillet 1940, il approuve la remise des pleins pouvoirs au Maréchal Pétain, et le 11 juillet 1940, il devient ministre de l'Instruction publique et des Beaux-Arts dans le gouvernement dirigé par Pierre Laval : il supprime les conseils universitaires et il met à l'écart les enseignants pacifistes. Mais le 6 septembre 1940, il doit démissionner en raison de sa qualité de parlementaire, ayant été dénoncé comme un serviteur des trusts par la presse collaborationniste. En janvier 1941, il est nommé conseiller national.
Le 28 novembre 1942, en réponse à l'invasion allemande de la zone Sud, les deux codirecteurs, Jacques Chastenet et Émile Mireaux, sabordent Le Temps. En 1947, Mireaux est acquitté par la Haute Cour de Justice pour « faits de résistance ». Il est président de l'Académie des Sciences morales et politiques en 1951.

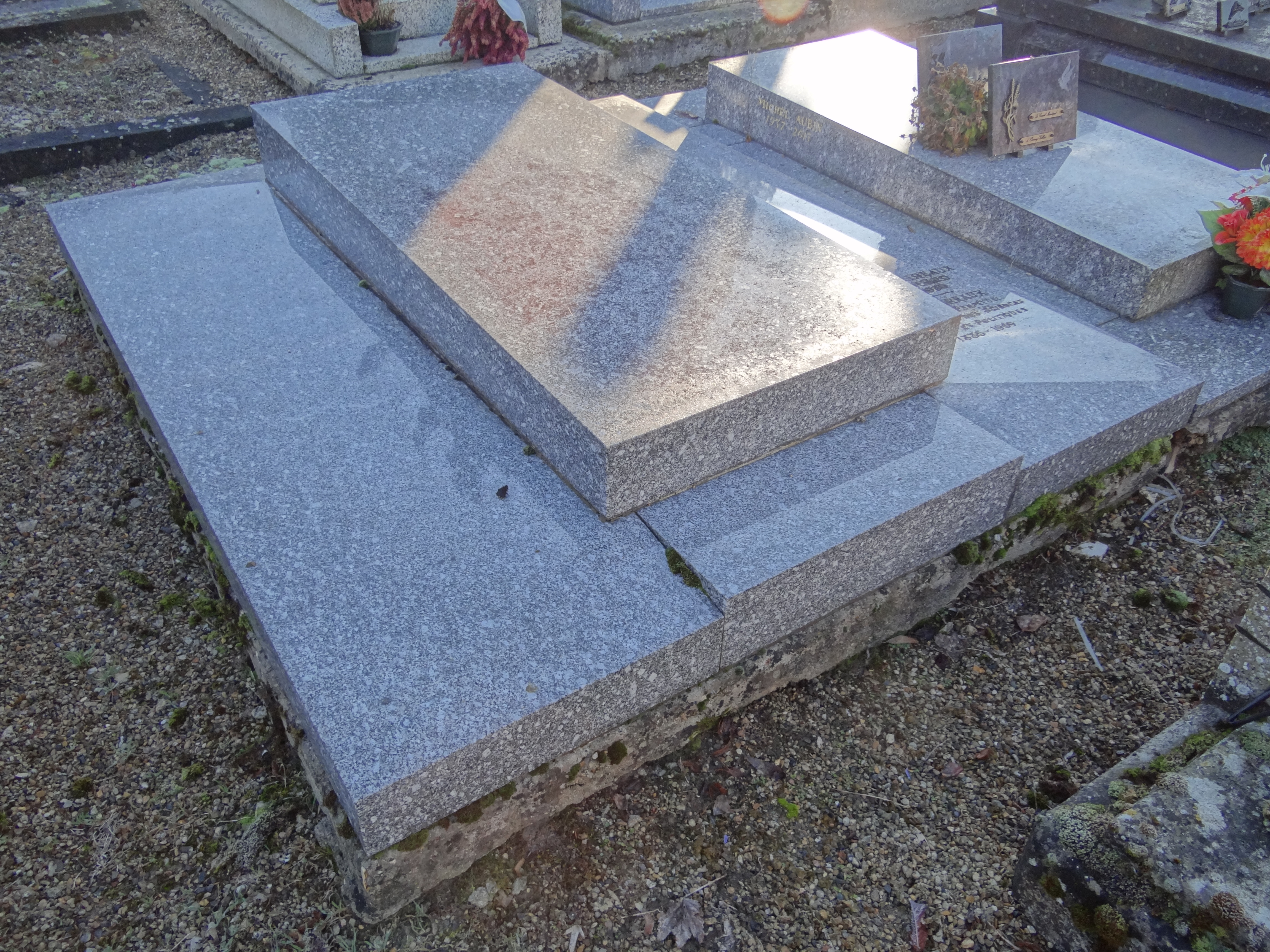
La tombe d'Émile Mireaux au cimetière de Fontaine-Chaalis (Oise).

Il est décoré de plusieurs ordres coloniaux et étrangers.
Il est aussi l'auteur d'un grand nombre d'ouvrages économiques, ainsi que d'études littéraires et historiques, notamment sur les poèmes homériques et la Chanson de Roland.

## Publications
- Les actions de travail, Société d'études et d'informations économiques, 1921, 18 p.
- Les crédits à l'exportation, Société d'études et d'informations économiques,1921, 38 p.
- La France et les huit heures (avec André François-Poncet), 1922, 268 p.
- Petite histoire des finances du cartel (avec F. F.-Legueu).
- L'expérience financière de M. Raymond Poincaré.
- Les Miracles du Crédit, Éditions des Portiques, 1930, 255 p.
- Les poèmes homériques et l'histoire grecque, Paris, Albin Michel, 2 tomes, 1948-1949, 379 + 436 p.
- La Chanson de Roland et l'Histoire de France, Paris, Albin Michel, 1943, 300 p. ; 2e éd., 1949.
- La vie quotidienne au temps d'Homère, Hachette, 1954, 266 p.

### Sources
- « Émile Mireaux », dans le Dictionnaire des parlementaires français (1889-1940), sous la direction de Jean Jolly, PUF, 1960 [détail de l’édition]
- Olivier Wieviorka, Les orphelins de la République : destinées des députés et des sénateurs français, 1940-1945, Paris, Seuil, coll. « L'univers historique », 2015 (1re éd. 2001), 472 p. (ISBN 978-2-02-128374-7, présentation en ligne), [présentation en ligne].